# 꼭짓점
기하학에서 꼭짓점 또는 정점(-點, 頂點, 문화어: 꼭두점, 영어: vertex 버텍스[*], node 노드[*])은 다양한 뜻을 가진다.

## 평면 기하학에서의 꼭짓점
평면 위의 1점 O를 끝점으로 하는 2개의 반직선 OA, OB를 그 평면 위에 그었을 때, ∠AOB의 점 O를 각의 꼭짓점이라 한다. 또, 2개의 반직선 OA, OB를 각의 변이라 한다. 다각형에서는 둘레의 두 변이 만나는 점이 꼭짓점이며, 1개의 꼭짓점에서 만나는 2개의 변이 이루는 내부의 각을 내각(內角)이라 한다. 내각을 때로는 꼭지각이라고도 한다.
또, 이등변삼각형에서 꼭짓점이라고 할 때는 2개의 등변이 만나는 점을 말하며, 이 꼭짓점에 대한 내각을 특히 꼭지각이라 한다.
각뿔과 원뿔에서 보통 꼭짓점이라고 할 때는 밑면에 대한 꼭짓점을 말한다. 즉, 각뿔의 측면에 있는 각 삼각형의 공통인 꼭짓점을 각뿔의 꼭짓점, 또 원뿔의 밑면 위에 없는 축의 끝점을 원뿔의 꼭짓점이라 한다. 또, 포물선과 그 축과의 교점을 포물선의 꼭짓점이라 한다. 쌍곡선에서는 2개의 초점을 지나는 직선과 곡선과의 교점이 꼭짓점이며, 2개 가지고 있다. 타원에서는 장축과 단축이 곡선과 만나는 4점이 꼭짓점이다.

## 폴리토프의 꼭짓점
다각형 · 다면체와 같은 폴리토프에서 꼭짓점은 {\displaystyle n}차원 폴리토프의 {\displaystyle n}개 이상의 {\displaystyle (n-1)}차원 (초)면들이 교차하는 점이다. 다각형의 경우, 꼭짓점의 수로 분류한다. 예를 들어, {\displaystyle n}다각형은 {\displaystyle n}개의 꼭짓점을 갖는다.

## 그래프 이론에서의 꼭짓점
그래프는 꼭짓점과 변으로 구성되어 있는 수학적 대상이다.
다면체의 변과 꼭짓점은 그래프로 볼 수 있으므로, 이는 폴리토프의 꼭짓점의 개념의 일반화이다.

## 같이 보기
- 꼭짓점 도형